# Lophostreptus kandti
Lophostreptus kandti är en mångfotingart som beskrevs av Carl 1909. Lophostreptus kandti ingår i släktet Lophostreptus och familjen Spirostreptidae. Inga underarter finns listade i Catalogue of Life.